# Coryphaenoides mcmillani
Coryphaenoides mcmillani is een straalvinnige vissensoort uit de familie van rattenstaarten (Macrouridae). De wetenschappelijke naam van de soort is voor het eerst geldig gepubliceerd in 1991 door Iwamoto & Shcherbachev.